# 大阪護國神社
大阪護國神社（おおさかごこくじんじゃ）は、大阪市住之江区にある神社（護国神社）。大阪府出身ならびに縁故の殉国の英霊10万5千余柱を祀っており、祭神の柱数は護国神社では沖縄県護国神社、福岡縣護國神社に次いで3番目に多い。現在は神社本庁の別表神社。
住之江公園の南西に鎮座し、新なにわ筋を挟んで住之江競艇場に隣接している。住之江通に面した正面鳥居は大阪府で最大の鳥居である。

## 歴史
大阪府では、1871年（明治4年）4月10日に創設された真田山陸軍墓地の敷地内に招魂社が創建されたのが最初である。しかし、招魂祭は、西南戦争後は陸軍の拠点である大坂城内で、1883年（明治16年）以降は中之島に建立された明治紀念標前で、1900年（明治33年）以降は城東練兵場で行われていた。なお、正確な時期は不明であるが、真田山の招魂社は1918年（大正7年）までには廃絶されている。
招魂祭が長らく社前で行われなくなっていたことや、支那事変（日中戦争）勃発後に英霊崇敬の機運が高まりを見せたことから、1938年（昭和13年）に大阪府知事が奉賛会長として護国神社造営奉賛会を結成し、創建予定地である住之江公園の南西の低湿地を、府民のべ約36万人が勤労奉仕で約2年かけて埋め立てて、内務大臣指定護國神社として創建された。1940年（昭和15年）5月4日に鎮座祭が行われたが、人材・資材不足のため正式な社殿の建築をすることができず、仮社殿での鎮座であった。その後に正式な社殿の造営を行う予定であったが、大東亜戦争の激化や敗戦後の混乱により着工出来ないままであった。
戦後、GHQによる神道指令の影響下における存続対策として仁徳天皇を祀り、「浪速宮（なにわぐう）」と称していた。また、神社本庁の別表神社に加列されている。
社名は、サンフランシスコ講和条約締結後の1952年（昭和27年）に大阪護國神社に復称している。こうした経緯から奉安殿に仁徳天皇を、その相殿に東郷平八郎を遺髪と共に祀るようになった。
1960年（昭和35年）に造営奉賛会が結成され、1963年（昭和38年）春に社殿が竣工し、5月29日に遷座祭が行われた。1970年（昭和45年）7月15日に昭和天皇と香淳皇后が親拝され、1978年（昭和53年）5月31日には皇太子・皇太子妃（現：明仁上皇・上皇后美智子）が参拝されている。
2009年（平成21年）10月24日に特攻勇士の像が建立された。

## 祭神
- 主祭神 - 大阪府出身ならびに縁故の殉国の英霊10万5千余柱（正確には105,665柱）[3]

## 神官・諸活動
- 元宮司の柳澤忠麿は日本会議大阪運営委員長、神道政治連盟大阪府本部長を務めていた[4]。2018年（平成30年）3月31日、柳澤は死去した[5]。
- 2018年（平成30年）、柳澤の死去に伴い、日本会議大阪南河内支部長の南坊城充興が宮司に就任した[6][7]。
- 2021年（令和3年）4月、藤江正鎮が宮司に就任。2022年（令和4年）9月中旬、共同通信やNHKなど8つの報道機関が実施した安倍晋三元首相の国葬に関する世論調査・アンケート調査ではいずれも「反対」が「賛成」を上回った[8][9][10]。これを受けて藤江は自由民主党大阪府連などに問い合わせ、府内に弔意を示す場がないことを知った。9月26日、大阪護國神社藤江は公式Twitterに献花台を翌日に置くことを通知。Twitterで寄せられた「いいね」は2万件を超えた。同月27日、藤江は産経新聞の取材に応じ、「国葬反対の声ばかりが取り上げられているが、『あれだけ功績があるのに』という憤りがあった。（多くの弔問に）安倍さんが喜んでくれているとうれしい」と述べた[11][12][13]。
- 2023年（令和5年）3月26日、板垣退助先生顕彰会が主催する「安倍晋三元総理を偲ぶ慰霊祭」の会場となった[13]。

## 境内
- 本殿 - 1963年（昭和38年）春建立。
- 幣殿 - 1963年（昭和38年）春建立。神鏡は戦前の研磨技術で作ることが出来た最大のものとされており、当時三面作られ、東京都渋谷区・明治神宮、兵庫県神戸市・湊川神社と当社の三社に奉納されたと伝わっている。
- 拝殿 - 1963年（昭和38年）春建立。
- 奉安殿 - 祭神：仁徳天皇、東郷平八郎元帥
- 祖霊社「ほまれの宮」
- 祭器庫
- 社務所
- 住之江会館
- 儀式殿（元護國道場）
- 庭園
- サイパン島戦没者慰霊碑
- 歩兵第二百十七連隊之碑
- 野砲兵第二十六連隊 つわもの之碑
- 海軍第一期 飛行専修予備生徒慰霊碑
- 独立輜重兵 第五十四大隊慰霊碑
- 歩兵第二百十六連隊鎮魂碑
- 香8114部隊（独立歩兵第六十七大隊） 殉國の英霊 このところに鎮まる之碑
- 歩兵第百八連隊 つわもの之霊 ここに鎮まる之碑
- 歩兵第七十九連隊 戦友はここに眠る之碑
- 信太山砲四会 鎮魂之碑
- 関西甲飛会 予科練貴様と俺と翼之碑
- 第三十四師団通信隊 鎮魂之碑
- 騎捜会 鎮魂之碑
- 海軍関係戦没者慰霊之碑
- 第六十八師団（檜会） 慰霊碑
- 歩兵第十四連隊之慰霊碑
- 平和の礎 歩兵第八連隊之慰霊碑
- 歩兵第三十七連隊慰霊碑
- 騎兵第四連隊慰霊碑
- 海軍大尉 粟井俊夫之碑
- 皇風洽六合 明徳侔太陽之碑（海軍大将塩沢幸一題）
- 母に感謝の像
- 特攻勇士の像 - 2009年（平成21年）10月24日造。
- 安倍晋三元総理を偲ぶ向日葵の栽培 - 2023年（令和5年）造[注釈 3]。
- 憲政殉難之碑（安倍昭恵揮毫）- 2025年（令和7年）7月6日建立[14]。

## 交通
- Osaka Metro四つ橋線・ニュートラム 住之江公園駅下車すぐ